# Battaglia di Hornshole
La battaglia di Hornshole fu un combattimento svoltosi nel 1514 tra un gruppo di razziatori inglesi e la popolazione proveniente da Hawick.
Dopo la battaglia di Flodden dell'anno precedente, quasi un terzo degli uomini dell'esercito scozzese era stato ucciso, rendendo il confine con l'Inghilterra estremamente vulnerabile. Le forze inglesi al comando di lord Dacre si accamparono ad Hornshole, a circa 2 miglia da Hawick. Al villaggio giunse poco dopo la notizia che si trattava di un gruppo armato pronto a compiere scorribande nell'area. I giovani del villaggio raccolsero le loro armi per confrontarsi col nemico, attaccando di notte e sconfiggendo i razziatori.

## La battaglia oggi
Durante la battaglia, la bandiera sotto la quale combattevano i razziatori inglesi venne presa come trofeo dai vincitori. Attualmente lo stemma della città di Hawick riporta la data "1514" in ricordo dell'anno di questa vittoria.